# (100047) Leobaeck
(100047) Leobaeck est un astéroïde de la ceinture principale.

## Description
(100047) Leobaeck est un astéroïde de la ceinture principale. Il fut découvert le 2 octobre 1991 à Tautenburg par Freimut Börngen et Lutz Dieter Schmadel. Il présente une orbite caractérisée par un demi-grand axe de 2,42 UA, une excentricité de 0,20 et une inclinaison de 1,8° par rapport à l'écliptique.
Il a été nommé Leobaeck en l'honneur du rabbin allemand Leo Baeck.

## Compléments